# Jogos Pan-Americanos de 2031
Os Jogos Pan-Americanos de 2031, oficialmente denominados como XXI Jogos Pan-Americanos, serão um evento multi-esportivo envolvendo as nações do continente americano, cuja organização está a cargo da PanAm Sports.

## Candidaturas
O processo de votação estava previsto para acontecer em 7 de agosto de 2025 em Assunção, capital do Paraguai. Porém, por Assunção receber os Jogos Pan-Americanos Júnior de 2025, além de ser uma das candidatas ao Pan de 2031, a eleição foi adiada para 10 de outubro de 2025 em Santiago, no Chile. Ao todo, dois projetos serão levados a plenário para avaliação dos 41 membros da PanAm Sports.

#### Candidaturas oficializadas
- Assunção: Após ter sido escolhida sede dos Jogos Pan-Americanos Júnior de 2025, a capital paraguaia apresentou uma candidatura para os Jogos Pan-Americanos de 2027, em substituição a Barranquilla, mas foi derrotada por Lima no processo eleitoral em março de 2024.[2] No dia 26 de dezembro de 2024, o presidente do Comitê Olímpico Paraguaio, Camilo Pérez, oficializou a candidatura de Assunção para os Jogos Pan-Americanos de 2031 ao apresentar a carta de intenção assinada por Santiago Peña, presidente do país.[3]

- Rio de Janeiro–Niterói: Durante um estudo da prefeitura do Rio de Janeiro em parceria com a empresa Rio Convention & Visitors Bureau, divulgado ao público em 31 de janeiro de 2023, a cidade maravilhosa demonstrou interesse em receber esta edição do Pan, podendo reaproveitar as estruturas montadas para os Jogos Olímpicos de Verão de 2016 e na edição de 2007, a qual também foi sede.[4] Em 27 de novembro de 2024, o prefeito eleito de Niterói, Rodrigo Neves (PDT), lançou a candidatura de Niterói para o Pan, mas em conjunto com o Rio de Janeiro. Caso seja eleita nas eleições, pode ser a primeira vez em que duas cidades sediam o Pan simultaneamente, com o Rio recebendo a maioria das competições e Niterói uma parte do evento.[5] No dia 3 de dezembro, as duas cidades oficializaram o projeto.[6] O Comitê Olímpico do Brasil (COB) realizaria no dia 29 de janeiro de 2025 no Parque Aquático Maria Lenk um processo de votação para definir o projeto representante do país para o colégio eleitoral, conforme o regulamento da organização.[7] Mas, com a desistência de São Paulo no dia 16 de janeiro de 2025, o processo de votação foi substituído por uma avaliação interna com 54 votantes.[8] No resultado final da avaliação realizada no dia 29 na sede do COB, 48 dirigentes votaram a favor do projeto, contra apenas um contra e um em branco dos 50 aptos a votar.[9]

#### Desistências
- São Paulo: No dia 18 de outubro de 2023, a cidade de São Paulo anunciou a sua pré-candidatura durante os Jogos Pan-Americanos de Santiago em um evento na Casa Brasil, estrutura montada na capital chilena para receber os turistas e atletas.[10] Com a retirada de Barranquilla para o Pan de 2027, a megalópole brasileira despontou como uma possível candidata no pleito extraordinário para ser a nova cidade-sede, no entanto, o COB não demonstrou interesse em participar do processo de votação.[11][12][13] São Paulo já foi sede em 1963 e chegou a ser escolhida em 1975 para substituir Santiago, mas teve que abrir mão deste Pan devido a uma epidemia de meningite, repassando-o para a Cidade do México. [14] No entanto, em 16 de janeiro de 2025, a cidade anunciou a sua desistência de disputar o processo de votação interna do COB para ser o representante do Brasil no colégio eleitoral, declarando apoio ao projeto Rio-Niterói.[15]